# Campeonato Europeo de Piragüismo en Aguas Tranquilas de 2013
El XV Campeonato Europeo de Piragüismo en Aguas Tranquilas se celebró en Montemor-o-Velho (Portugal) entre el 14 y el 16 de junio de 2013 bajo la organización de la Asociación Europea de Piragüismo (ECA) y la Federación Portuguesa de Piragüismo.
Las competiciones se realizaron en el canal de piragüismo ubicado al lado del río Mondego, al este de la villa lusa.

## Medallistas

### Masculino
| Evento            | Oro | Plata                                                                                    | Bronce                                                                                      |
| ----------------- | --- | ---------------------------------------------------------------------------------------- | ------------------------------------------------------------------------------------------- |
| K1 200 m (16.06)  | Petter Öström · Suecia · 35,217 s                                                                         | Marko Dragosavljević Serbia 35,537 s                                                     | Tom Liebscher · Alemania · 35,742 s                                                         |
| K2 200 m (16.06)  | Yuri Postrigai · Alexandr Diachenko · Rusia · 31,994                                                      | Ronald Rauhe · Jonas Ems · Alemania · 32,564                                             | Sébastien Jouve Maxime Beaumont Francia 32,654                                              |
| K1 500 m (16.06)  | René Holten Poulsen Dinamarca 1:41,506                                                                    | Miklós Dudás · Hungría · 1:42,496                                                        | Max Hoff · Alemania · 1:42,696                                                              |
| K2 500 m (16.06)  | Max Rendschmidt · Marcus Groß · Alemania · 1:32,389                                                       | Simo Boltić Marko Dragosavljević Serbia 1:33,089                                         | Paweł Szandrach · Mariusz Kujawski · Polonia · 1:33,144                                     |
| K1 1000 m (15.06) | René Holten Poulsen Dinamarca 3:27,225                                                                    | Max Hoff · Alemania · 3:28,435                                                           | Josef Dostál · República Checa · 3:28,910                                                   |
| K2 1000 m (15.06) | Max Rendschmidt · Marcus Groß · Alemania · 3:10,337                                                       | Ilia Medvedev · Anton Riajov · Rusia · 3:10,512                                          | Daniel Havel · Jan Štěrba · República Checa · 3:11,687                                      |
| K4 1000 m (16.06) | Daniel Havel · Josef Dostál · Lukáš Trefil · Jan Štěrba · República Checa · 2:55,806                      | Fernando Pimenta Emanuel Silva João Ribeiro David Fernandes Portugal 2:56,856            | Zoltán Kammerer · Tamás Kulifai · Dávid Tóth · Dániel Pauman · Hungría · 2:57,711           |
| K1 5000 m (16.06) | Max Hoff · Alemania · 19:52,304                                                                           | Fernando Pimenta Portugal 19:57,982                                                      | René Holten Poulsen Dinamarca 20:05,102                                                     |
| C1 200 m (16.06)  | Jevgenij Šuklin · Lituania · 41,676                                                                       | Valentin Demianenko Azerbaiyán 41,726                                                    | Andrei Kraitor · Rusia · 42,136                                                             |
| C2 200 m (16.06)  | Alexandr Kovalenko · Nikolai Lipkin · Rusia ·                                                             | Dzmitri Rabchanka · Aliaxandr Vauchetski · Bielorrusia ·                                 | Robert Nuck · Stefan Holtz · Alemania ·                                                     |
| C1 500 m (16.06)  | Martin Fuksa · República Checa · 1:51,693                                                                 | Dzianis Harazha · Bielorrusia · 1:51,763                                                 | Marcin Grzybowski · Polonia · 1:52,693                                                      |
| C2 500 m (16.06)  | Alexei Korovashkov · Ivan Shtyl · Rusia · 1:42,206                                                        | Alexandru Dumitrescu · Victor Mihalachi · Rumania · 1:44,771                             | Tomasz Kaczor · Vincent Słomiński · Polonia · 1:46,426                                      |
| C1 1000 m (15.06) | Martin Fuksa · República Checa · 3:52,046                                                                 | Mathieu Goubel Francia 3:53,741                                                          | Marcin Grzybowski · Polonia · 3:54,421                                                      |
| C2 1000 m (15.06) | Alexei Korovashkov · Ilia Pervujin · Rusia · 3:33,548                                                     | Henrik Vasbányai · Róbert Mike · Hungría · 3:33,898                                      | Alexandru Dumitrescu · Victor Mihalachi · Rumania · 3:36,453                                |
| C4 1000 m (15.06) | Dzmitri Rabchanka · Dzianis Harazha · Dzmitri Vaitsishkin · Aliaxandr Vauchetski · Bielorrusia · 3:23,773 | Florin Comănici · Gabriel Gheoca · Cătălin Costache · Iosif Chirilă · Rumania · 3:24,498 | Vitali Verheles · Denys Kovalenko · Denys Kamerylov · Eduard Shemetylo · Ucrania · 3:24,628 |
| C1 5000 m (16.06) | Sebastian Brendel · Alemania · 22:57,583                                                                  | Marcin Grzybowski · Polonia · 23:07,102                                                  | Florin Comănici · Rumania · 23:16,729                                                       |

### Femenino
| Evento            | Oro                                                                                    | Plata                                                                                       | Bronce                                                                                                |
| ----------------- | -------------------------------------------------------------------------------------- | ------------------------------------------------------------------------------------------- | --- |
| K1 200 m (16.06)  | Marta Walczykiewicz · Polonia · 42,549 s                                               | María Teresa Portela · España · 42,594 s                                                    | Natasa Dusev-Janics · Hungría · 42,809 s                                                              |
| K2 200 m (16.06)  | Katalin Kovács · Natasa Dusev-Janics · Hungría · 39,363                                | Karolina Naja · Magdalena Krukowska · Polonia · 39,418                                      | Roxana Borha · Iuliana Țăran · Rumania · 39,543                                                       |
| K1 500 m (16.06)  | Dalma Benedek Serbia 1:52,758                                                          | Danuta Kozák · Hungría · 1:53,133                                                           | Katrin Wagner-Augustin · Alemania · 1:53,698                                                          |
| K2 500 m (16.06)  | Karolina Naja · Beata Mikołajczyk · Polonia · 1:44,674                                 | Franziska Weber · Tina Dietze · Alemania · 1:45,484                                         | Katalin Kovács · Natasa Dusev-Janics · Hungría · 1:45,849                                             |
| K4 500 m (15.06)  | Anna Kárász · Katalin Kovács · Danuta Kozák · Natasa Dusev-Janics · Hungría · 1:31,114 | Franziska Weber · Katrin Wagner-Augustin · Verena Hantl · Tina Dietze · Alemania · 1:32,509 | Aliaxandra Hryshyna · Volha Judzenka · Nadzeya Papok · Marharyta Tsishkevich · Bielorrusia · 1:32,524 |
| K1 1000 m (15.06) | Dalma Benedek Serbia 3:54,225                                                          | Henriette Hansen Dinamarca 3:57,680                                                         | Erika Medveczky · Hungría · 3:58,305                                                                  |
| K2 1000 m (15.06) | Karolina Naja · Beata Mikołajczyk · Polonia · 3:36,410                                 | Carolin Leonhardt · Conny Waßmuth · Alemania · 3:37,245                                     | Irina Lauric · Bianca Pleșca · Rumania · 3:38,835                                                     |
| K1 5000 m (16.06) | Renáta Csay · Hungría · 22:49,691                                                      | Louisa Sawers Reino Unido 22:53,630                                                         | Eva Barrios Marcos · España · 23:07,192                                                               |
| C1 200 m (16.06)  | Mariya Kazakova · Rusia · 51,709                                                       | Staniliya Stamenova Bulgaria 51,814                                                         | Kincső Takács · Hungría · 52,469                                                                      |
| C2 500 m (16.06)  | Zsanett Lakatos · Kincső Takács · Hungría · 2:09,316                                   | Natalia Marasanova · Anastasiya Ganina · Rusia · 2:10,581                                   | Nataliya Zhyliuk · Daria Motova · Ucrania · 2:23,281                                                  |

## Medallero
| Núm. | País            | Oro | Plata | Bronce | Total |
| ---- | --------------- | --- | ----- | ------ | ----- |
| 1    | Rusia           | 5   | 2     | 1      | 8     |
| 2    | Alemania        | 4   | 5     | 4      | 13    |
| 3    | Hungría         | 4   | 3     | 5      | 12    |
| 4    | Polonia         | 3   | 2     | 4      | 9     |
| 5    | República Checa | 3   | 0     | 2      | 5     |
| 6    | Serbia          | 2   | 2     | 0      | 4     |
| 7    | Dinamarca       | 2   | 1     | 1      | 4     |
| 8    | Bielorrusia     | 1   | 2     | 1      | 4     |
| 9    | Lituania        | 1   | 0     | 0      | 1     |
| 9    | Suecia          | 1   | 0     | 0      | 1     |
| 11   | Rumania         | 0   | 2     | 4      | 6     |
| 12   | Portugal        | 0   | 2     | 0      | 2     |
| 13   | España          | 0   | 1     | 1      | 2     |
| 13   | Francia         | 0   | 1     | 1      | 2     |
| 15   | Azerbaiyán      | 0   | 1     | 0      | 1     |
| 15   | Bulgaria        | 0   | 1     | 0      | 1     |
| 15   | Reino Unido     | 0   | 1     | 0      | 1     |
| 18   | Ucrania         | 0   | 0     | 2      | 2     |
|      | TOTAL           | 26  | 26    | 26     | 78    |